# 오플루오린화 안티모니
오플루오린화 안티모니(Antimony Pentafluoride)는 화학식 SbF5를 가지는 무기 화합물이다. 이 무색의 점성을 가진 액체는 세상에서 가장 강력한 루이스 산이자 초강산의 일종인 플루오로안티몬산의 성분으로, 이 산은 액체상태의 플루오린화 수소산과 오플루오린화 안티모니를 2:1 비로 혼합했을 때 형성되는 가장 강력한 산이다. 거의 모든 알려진 화합물과 반응하는 능력이 주목할 만하다.

## 제조
오염화 안티모니(SbCl5)를 무수 플루오린화 수소산과 반응시켜 얻는다.
SbCl5 + 5 HF → SbF5 + 5 HCl
삼플루오린화 안티모니(SbF3)와 플루오린 기체를 반응시켜 얻는 방법도 있다.
SbF3 + F2 → SbF5

## 구조 및 화학반응
기체 상태의 SbF5는 그림처럼 각각의 플루오린 원자가 도형의 꼭짓점에 위치하는 삼각쌍뿔 모양의 분자 구조를 가지고있으며, 액체 및 고체 상태에서는 보다 복잡한 구조를 가진다.
액체는 각각의 Sb가 팔면체인 중합체를 포함하며 화학식은 [SbF4(μ-F)2]n로 표기한다(μ-F로 기술된 구조는 플루오린 원자가 2개의 SbF4를 연결하고 있는 것을 나타낸다). 결정질은 사면체형 분자기하구조이며, 이는 화학식이 [SbF4(μ-F)]4임을 의미한다. Sb4F4의 사슬에서 안티모니 원자와 플루오린 원자간의 결합간격은 2.02Å이고, 사슬을 형성하지 않는 나머지 플루오린 원자간의 결합간격은 1.82Å로 더 짧다.
관련되어있는 종인 PF5와 AsF5는 고체 및 액체 상태의 단량체이며, 중심 원자의 크기가 더 작기 때문에 결합 능력에 대한 것이 제한된다. BiF5는 중합체로 존재한다.
SbF5가 HF의 브뢴스테드-로우리 산의 산성도를 향상시키는 것과 같은 방식으로, 플루오린의 산화력을 증가시킨다. 이 효과는 산소의 산화로 설명된다.
2 SbF5  + F2  +  2 O2  →  2 O2+ + 2 SbF6-
또한 오플루오린화 안티모니는 플루오린 화합물로부터 플루오린 기체를 발생시는 화학 반응에 사용되었다.
4 SbF5 + 2 K2MnF6 → 4 KSbF6 + 2MnF3 + F2
이 반응의 추진력은 SbF5가 지닌 플루오린화 이온과의 높은 친화도에서 비롯된다. 마법산, 플루오로안티몬산 등의 초강산 용액을 제조하기 위해 항상 SbF5를 사용하는 이유이기도 하다.

### 육플루오린화 안티몬산염
SbF5는 강력한 루이스 산이며, 예외적으로 플루오린화 이온과 결합하여 육플루오린화 안티몬산염(SbF6-)이라는 매우 안정적인 음이온을 형성한다. 다른 SbF5와 반응하여 대칭적인 분자구조의 부산물을 만든다.
SbF5 + SbF6- → Sb2F11-

## 안전성
- SbF5는 많은 화합물과 격렬하게 반응하여 종종 위험한 플루오린화 수소 기체를 방출하며, 이는 피부와 눈에 대해 부식성이 강하기 때문에 취급에 대단한 주의가 요구된다.[10][11]

- 유리를 녹이기 때문에 납 용기나 테플론 재질의 통에 보관한다.

## 같이 보기
- 삼플루오린화 안티모니(SbF3)
- 오염화 안티모니(SbCl5)
- 오플루오린화 인(PF5)
- 오플루오린화 비소(AsF5)
- 오플루오린화 비스무트(BiF5)